# Institut rural d'éducation et d'orientation
IREO est un sigle qui désigne un Institut rural d'éducation et d'orientation. Les ireo sont des écoles qui assurent des formations par alternance et qui font partie des Maisons Familiales Rurales (MFR).
Les IREO assurent des formations agricoles ou médico-sociales du niveau CAP au niveau licence (bac+3).